# Gábor Hárspataki
Gábor Hárspataki est un karatéka hongrois né le 27 février 1996. Médaillé de bronze aux championnats d'Europe 2017, médaillé d'argent aux championnats d'Europe 2018, il a remporté une médaille de bronze en kumite aux Jeux européens de 2019 à Minsk puis aux Jeux olympiques d'été de 2020 à Tokyo.
Il est médaillé d'argent en kumite individuel des moins de 75 kg lors des Championnats du monde de karaté 2023 à Budapest.